# 深圳市光明集团
深圳市光明集团，是深圳市的一家综合性国有企业，总部位于深圳光明区，前身是深圳市光明华侨畜牧场，始创于1958年。历经17次改组，2017年12月13日，华侨城集团入主控股光明集团。
其属下有不少深圳著名的食品品牌，如晨光乳业，光明鸽等等。

## 历史[2]

光明集团旧大楼

- 1957年9月，广东省农垦厅在宝安县公明区开设农场，取“光荣公明”寓意，定名光明农场。后“光明”一词沿用至今。[3][4]
- 1958年1月1日，广东省光明农场成立，初期以农副产品生产为主，农场成员当时是从省下放干部和在外地招收民工组成。
- 1959年，附近圳美，羌下，木墩等6个自然村加入农场
- 1962至1964年移交给广州军区军管，1965年交还省农垦厅管理，同年并入沙河分场（华侨城地块的前身）
- 1962年9月——1966年，先后有500名省内知青来农场劳动，
- 1970年农场下放宝安县管理，改名“宝安县国营光明农场”。
- 1972年，省轻工业厅在农场投资开设光明糖厂，后于1992年关闭。

- 1973年，国家副主席王震到光明农场考察，并赠送了农场5头奶牛，光明农场开始生产牛奶。[5]同年12月，收归省管，改名广东省国营光明畜牧场，转为以畜牧业为主，大部分产出供应香港。
- 1978年7月，响应中央安排，改名为广东省光明华侨畜牧场，接受六批共四千名因印度支那難民危機而由越南回国的华侨。
- 1980年5月，成立“光明奶品加工厂”开始规模化生产饮用牛奶。初期与香港维他奶集团达成补偿贸易合作，光明畜牧场提供场地人员，维他奶方面则将荷兰乳牛引入，并增加进口生产设备，合作生产“维他”鲜牛奶供港。而后开始以“晨光”品牌生产内销乳制品。[5]
- 1981年，与菲律宾华侨商团体合资成立“光明畜牧合营公司”。开始现代化大规模养猪。同年创立光侨食品，生产西式肉食品。
- 1982年，与港商合办大宝鸽场，养殖肉鸽，初期全部供港，后与兄弟单位——光明招待所合作创制乳鸽，是“光明鸽”的由来。[6]
- 1985年，为解决公牛利用的问题，与武汉生物制品研究所合办生物制品厂，也就是后来的卫光生物，用场内的公牛生产各类免疫产品。
- 1988年11月，移交深圳市管理，改名为深圳光明华侨畜牧场，此时为政经合一体制，既有行政职责也有经营产业，对外也用“深圳光明实业总公司”名义。
- 1993年，宝安区光明街道成立，农场的行政职责在这之后逐步移交。
- 2001年，公司化改制，改称深圳光明华侨农场（集团）公司，
- 2002年，取销华侨农场编制，下放给宝安区管理，更名为深圳市光明集团有限公司。
- 2007年，光明新区成立，光明集团也成为光明新区区属国企。
- 2017年12月13日，华侨城集团受让光明区所持部分股权，入主控股光明集团。